# San Ginesio
San Ginesio ist eine italienische Gemeinde in der Provinz Macerata in der Region Marche, etwa 60 Kilometer südwestlich Ancona und ca. 25 Kilometer südwestlich von Macerata. Die Gemeinde zählt 3055 Einwohner auf einer Fläche von 77,7 km².
San Ginesio ist Mitglied der Vereinigung I borghi più belli d’Italia (Die schönsten Orte Italiens).
San Ginesio grenzt an die folgenden Gemeinden: Camporotondo di Fiastrone, Cessapalombo, Colmurano, Fiastra, Gualdo, Loro Piceno, Ripe San Ginesio, Sant’Angelo in Pontano, Sarnano und Tolentino.
Stadtpatron San Ginesios ist der Märtyrer Eleutherius.

## DOC-Wein
In der Gemeinde San Ginesio (sowie den Nachbargemeinden Caldarola, Camporotondo di Fiastrone, Cessapalombo, Ripe San Ginesio, Gualdo, Colmurano, Sant’Angelo in Pontano und Loro Piceno) werden ein Rotwein und ein Schaumwein (Spumante) erzeugt, die seit 2007 eine „kontrollierte Herkunftsbezeichnung“ (Denominazione di origine controllata – DOC) besitzen, die zuletzt am 7. März 2014 aktualisiert wurde.
- Der Rotwein (San Ginesio Rosso) muss zu mindestens 50 % die Rebsorte Sangiovese enthalten und weiterhin mind. 35 % Vernaccia Nera, Cabernet Sauvignon, Cabernet Franc, Merlot und/oder Ciliegiolo – einzeln oder gemeinsam. Höchstens 15 % andere rote Rebsorten, die für den Anbau in der Region Marken zugelassen sind, dürfen zugesetzt werden.[3]
- Der Schaumwein (San Ginesio Spumante) muss zu mindestens 85 % aus der Rebsorte Vernaccia Nera bestehen. Höchstens 15 % andere rote Rebsorten, die für den Anbau in der Region Marken zugelassen sind, dürfen zugesetzt werden.[3]

## Söhne und Töchter der Gemeinde
- Alberico Gentili[4] (1552–1608), Jurist, Hochschullehrer und früher Theoretiker des Völkerrechts, Bruder von Scipione
- Scipione Gentili[4] (1563–1616), Jurist und Hochschullehrer, Bruder von Alberico
- Federico Sargolini (1891–1969), Geistlicher und Weihbischof